# Pont del camí de les Cocones
El Pont del camí de les Cocones és una obra de Vallirana (Baix Llobregat) inclosa a l'Inventari del Patrimoni Arquitectònic de Catalunya.

## Descripció
Al paratge de Can Bogunyà es troben les restes de l'antic camí públic anomenat "camí de les Cocones", del què encara es poden observar algunes traces. Una de les restes més destacables és el pont que permet salvar el "fondo de la Guixera".
Es tracta d'un pont de pedra de dimensions petites (entre 3 o 4 metres d'amplada per uns 7 metres de llargada). Presenta una alçada de 5 metres i un únic ull de petites dimensions (1 metre d'ample per 1'70 d'alçada) amb un arc rebaixat. El pont està bastit amb pedra de la zona lligada amb morter de calç.